# ケナン・エヴレン
ケナン・エヴレン（トルコ語：Ahmet Kenan Evren、1917年7月17日‐2015年5月9日）は、トルコの政治家、軍人。参謀総長在任時の1980年に軍事クーデター（9月12日クーデター）を起こし、第7代トルコ大統領に就任した。

## 経歴
1917年7月17日にマニサ県アラシェヒルに誕生する。1936年にアンカラのマルテペ陸軍学校に入学。1939年に砲兵少尉に任官された。1940年に砲兵学校を卒業し、砲兵中隊指揮官を務めた後、1946年に軍事大学校に入学し、1949年に卒業した。1958年に国連軍の将校として韓国に駐留。1963年に准将、1974年に大将（オルゲネラル）に昇進した。軍司令官を歴任して、1977年に陸軍総司令官、1978年3月に第17代参謀総長（統合参謀本部議長）に就任した。
左右対立で国内が内戦寸前になっていた1980年9月12日、軍部を率いてクーデターを起こし、事態を収拾できない公正党のデミレル内閣を倒して軍事政権を樹立。議会の解散、政党活動の全面禁止、主要政治家の逮捕を行い、戒厳令を施行して国内の治安を回復した。エヴレンは、軍政の最高機関として、軍首脳で構成される「国家保安評議会（Milli Güvenlik Konseyi）」を設立し、自ら国家保安評議会議長と、「国家元首（Devlet Başkanı）」を兼任して、軍事政権の最高権力者となった。1982年11月7日、国民投票で90パーセントの支持を得て新憲法を制定し、その規定に従い2日後に文民として第7代トルコ大統領に就任した。
新憲法では、参謀総長（Genelkurmay Başkanı）の権限強化や、国家安全保障会議（Milli Güvenlik Kurulu）における軍の主導権確立が制度的に保障された他、1980年のクーデターに対する免責条項により民政移管後の訴追も禁止されるなど、軍部の権限が大幅に強化されることになった。こうした軍の政治介入や、軍政期間中に行われた政治家の自宅軟禁や反体制派に対する拷問や処刑は、現在でも欧米諸国からの非難の対象となっている。クーデター後およびエヴレンの軍事政権下では政治家数百人が投獄され、政敵数百人の処刑、反政府的な数千人に対する拷問が行われたとされている。1980年10月28日の軍事政権による声明では、クーデター後に11500人を逮捕、50人を処刑したと述べている。一方で、トルコ国内では治安回復の功績や、アタテュルクの建国理念（ケマリズム）への回帰を評価する国民も多い。

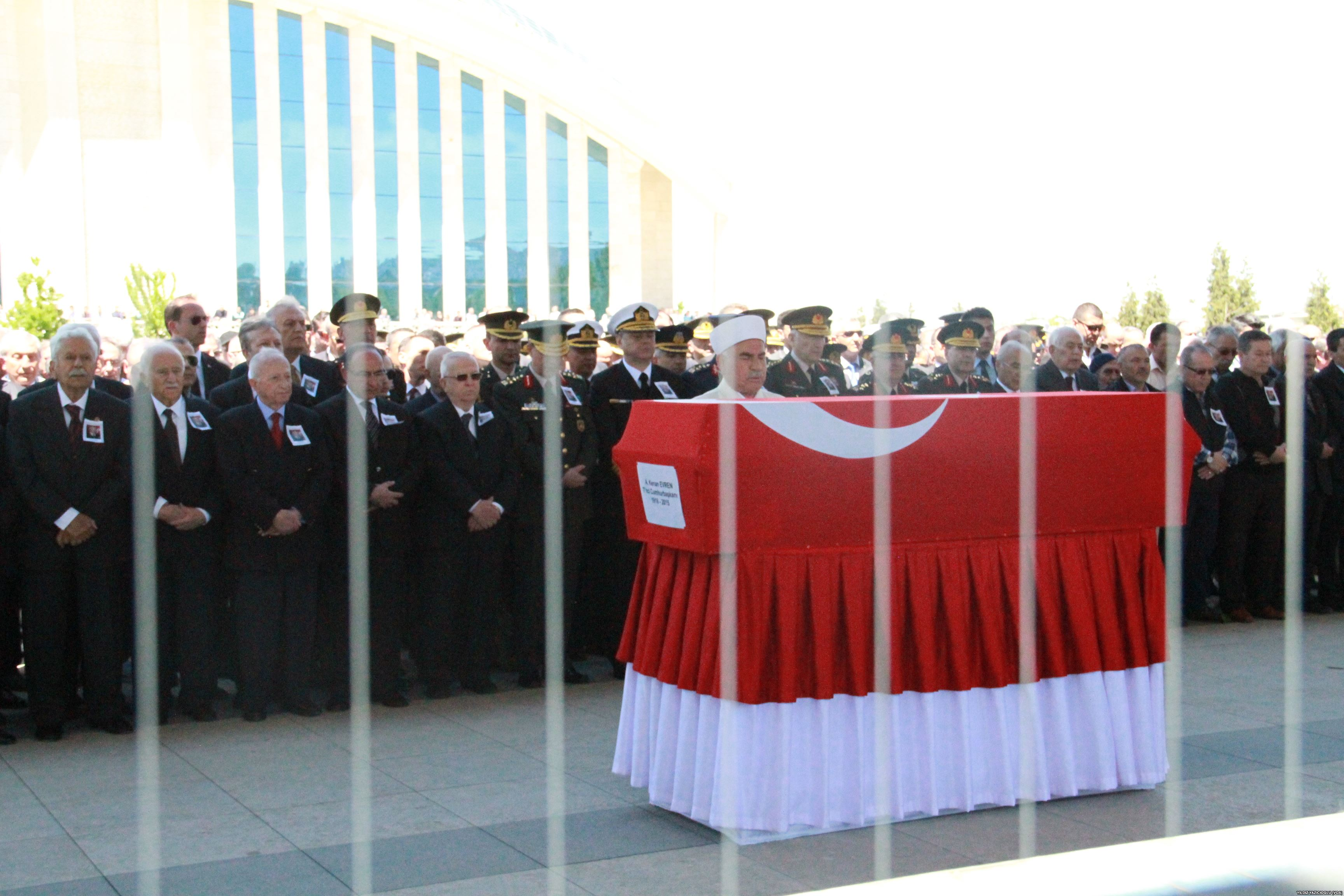
葬儀

1989年に任期満了により大統領を退任した後は、エーゲ海沿岸のマルマリスに隠棲して趣味の絵を描く生活を送る。何度か暗殺計画の対象になったこともある。2006年にかつて逮捕したビュレント・エジェヴィトが死去した時、クーデター時に政治家を逮捕したことを後悔する発言をした。さらに2007年、政権担当時のクルド人に対する政策の誤りを認める発言をしたため、分離主義プロパガンダの容疑で検察による捜査が開始されたが、中止された。
2010年9月12日（クーデター30周年の日）の国民投票による憲法改正により、エヴレンら1980年のクーデター指導者たちはクーデターに関する免責特権を失った。これを受けて市民活動家、人権活動家、一部の政党は数日後にエヴレンを告発した。2014年に国家に対する犯罪により終身刑判決を言い渡されていたが、病を得ていたことから刑務所への収監は見送られていた。
2015年5月9日にアンカラのトルコ軍病院にて死去した。97歳であった。